# Уроки французского (фильм)
«Уроки французского» — советский художественный фильм (киноповесть) режиссёра Евгения Ташкова, снятый по мотивам одноимённого рассказа Валентина Распутина. Премьерный показ состоялся 17 декабря 1978 года по Первой программе ЦТ.

## Сюжет
Действие происходит после войны. Герой произведения — мальчик Володя, от лица которого ведётся повествование, до четвёртого класса жил и учился в деревне. К нему приходит односельчанин дядя Илья с облигациями, потому что у Володи счастливый глаз. В деревне была только начальная школа. Матери Володи дядя Илья советует отправить Володю продолжить учиться в райцентр.
Володю мать отправляет из родной деревни на учёбу в райцентр, где мальчик селится у тёти Нади, потерявшей в войну мужа и воспитывающей своих трёх детей. В райцентре он голодает, потому что сын тёти Нади подворовывает продукты Володи. У врача становится известным, что Володя страдает малокровием, поэтому каждый день начинает покупать на рубль стакан молока. В школе он учится на одни пятёрки, кроме французского языка — ему не давалось произношение.
Володя узнаёт, что можно заработать деньги, играя в «чику», и он начинает играть в эту игру с другими мальчиками. Он уходил, как только выигрывал рубль. Семиклассник Вадик, считавшийся лидером среди игроков и лучшим игроком в «чику», местный заводила, и его друг Птаха, оставшийся на второй год и под каким-то предлогом устроивший себе до января каникулы, избили Володю за то, что он заметил, что Вадик нечестно играл. На следующий день мальчик приходит в школу в синяках и говорит учительнице французского языка Лидии Михайловне, что якобы упал. Но один из одноклассников Тишкин, тоже игравший на деньги и видевший, как Володю избивали, со злорадством рассказывает всю правду. Лидия Михайловна вызвала Володю на разговор. Она решает помочь Володе. Узнав, что на самом деле он покупает молоко, она решает заниматься с ним французским отдельно.
Под предлогом дополнительных занятий учительница пытается накормить мальчика. Гордый Володя отказывается от еды. Лидия Михайловна сочувствовала мальчику и хотела хоть немного окружить его вниманием и заботой, зная, что он недоедает. Тем не менее Володя упорно не принимал помощи учительницы. Она пыталась прислать ему посылку с едой так, как будто эту посылку прислала ему его мать, но он догадался и отнёс её учительнице. И тогда учительница прибегает к хитрости: она предлагает ему играть в «пристенок» на деньги. Она подыгрывает Володе, что ему сильно не нравится. За этим занятием их застаёт директор школы Василий Андреевич. Он увольняет Лидию Михайловну за игру с Володей, и в итоге она уезжает к себе на родину на Кубань, откуда прислала ему посылку с макаронами и яблоками, которых мальчик раньше никогда не пробовал.

## В ролях
- Михаил Егоров — Володя
- Татьяна Ташкова — учительница французского Лидия Михайловна Терешкова
- Галина Яцкина — Мария Андреевна, мать Володи
- Валентина Талызина — тётя Надя
- Олег Голубицкий — директор школы Василий Андреевич
- Клавдия Козлёнкова — продавщица молока
- Борис Новиков — дядя Илья
- Вадим Яковлев — дядя Ваня
- Андрей Звездов — Вадик
- Миша Кабанов — Птаха
- Лидия Савченко
- Елена Кузьмина
- Евгений Ташков
- Сергей Соколов
- Фленов Дмитрий

## Съёмочная группа
- Автор сценария: Евгений Ташков
- Режиссёр-постановщик: Евгений Ташков
- Оператор-постановщик: Владимир Нахабцев
- Художник-постановщик: Михаил Карташов
- Композитор: Борис Чайковский
- Дирижёр: Эмин Хачатурян